# Desiré Wuyts
Desiderius Remigius Albertina (Desiré) Wuyts (Deurne, 10 maart 1901 - onbekend) was een Belgische kogelstoter, speerwerper en touwtrekker. Hij nam eenmaal deel aan de Olympische Spelen en veroverde daarbij met de Belgisch touwtrekploeg de bronzen medaille. Hij werd ook eenmaal Belgisch kampioen kogelstoten.

## Loopbaan
Wuyts nam deel aan de Olympische Spelen van Antwerpen in 1920.  Hij veroverde daar met het Belgische team bij het touwtrekken de bronzen medaille.
Tijdens een meeting in 1923 gooide hij de speer 49,60 m ver. Dit was drie meter verder dan het Belgisch record van Adolf Hauman. In 1924 werd hij Belgisch kampioen kogelstoten.
Wuyts was aangesloten bij Tubantia Athletic Club. Hij is de broer van atleet Gustaaf Wuyts.

## Belgische kampioenschappen
| Onderdeel   | Jaar |
| ----------- | ---- |
| kogelstoten | 1924 |

## Palmares

### kogelstoten
- 1924:  BK AC – 11,43 m
- 1927:  BK AC – 11,82 m
- 1928:  BK AC – 11,725 m

### speerwerpen
- 1921:  BK AC – 40,89 m
- 1924:  BK AC – 41,80 m

### touwtrekken
- 1920:  OS